# Агнес фон Сарверден
Агнес фон Сарверден (на немски: Agnes von Saarwerden; † сл. 1277) е графиня от графство Сарверден и чрез женитба графиня на Графство Диц.

## Произход
Дъщеря е (вероятно незаконна) на граф Лудвиг III фон Сарверден († сл. 1246) и съпругата му Агнес фон Саарбрюкен († сл. 1261), дъщеря на граф Хайнрих I фон Цвайбрюкен († 1228) и принцеса Хедвиг от Лотарингия-Бич († сл. 1228), дъщеря на херцог Фридрих I от Лотарингия († 1207) и принцеса Людмила от Полша († 1223).
Сестра е на Лудвиг IV († 1243), Хайнрих II († март 1286), граф на Сарверден, Лудвиг IV († 1243), Фридрих († сл. 1280), каноник в Св. Кастор в Кобленц. Сестра ѝ се омъжва за граф Фридрих II фон Хомбург († сл. 1274).

## Фамилия
Агнес фон Сарверден се омъжва за Герхард II фон Диц († 30 юли 1266), син на граф Герхард I (II/III) фон Диц († сл. 1228) и внук на граф Хайнрих II фон Диц († 1189) и Кунигунда фон Катценелнбоген († сл. 1198). Те имат децата:
- Герхард III фон Диц († сл. 1306), женен за Елизабет фон Сайн (* 1275; † ок. 1308), дъщеря на граф Готфрид I фон Спонхайм-Сайн и Юта фон Изенбург
- Лудвиг фон Диц († сл. 1300), домхер в Майнц
- Мехтилд/Матилда фон Диц († 3 декември 1288), омъжена пр. март 1266 г. за Вернер I фон Фалкенщайн († 1298/1300), син на Филип I фон Фалкенщайн и Изенгард фон Мюнценберг
- Аделхайд фон Диц († сл. 1293), омъжена за граф Хайнрих фон Изенбург-Лимбург († 15 януари 1280), син на граф Герлах I фон Лимбург и Имагина фон Близкастел